# Птичија пушка
Птичија пушка (кин: 鳥銃, чита се Нјао Чонг, кореј. 鳥銃, чита се Чо Чонг), рани тип пушке фитиљаче која се користила Кини и Кореји од друге половине 16. века.

## Историја
Појам птичија пушка (鳥銃) први пут се помиње у кинеском војном приручнику Нова књига о ратној вештини, објављеној 1560. године. Књигу је написао истакнути кинески генерал Чи Чикуанг, који је током борби против јапанских пирата у јужној Кини (1555-1560) наоружао своје трупе заробљеним јапанским аркебузама, а од 1558. почела је масовна производња аркебуза и у кинеским државним арсеналима - те године произведена је прва серија од 10.000 пушака. Око 1621 турске аркебузе постале су доступне у Кини и њихова предност у односу на кинеске аркебузе брзо је постала очигледна. Једноставнијег механизма, поузданије и јефтиније за израду и одржавање, убрзо су замениле скупље и компликованије птичје пушке.
Иако развијене у Кини, птичје пушке највише и најдуже су коришћене у Кореји. Као лојални вазал царства Минг (1368-1644), корејско краљевство Чосон (1392-1897) било је под снажним културним и војним утицајем Минга. На тај начин, Кореја је рано усвојила кинески ручни топ у своју малу војску, али пошто Кина никада није развила сопствену аркебузу или мускету, ово оружје је било непознато у Кореји све до раног 16. века. Међутим, како су Кинези своје прве пушке фитиљаче добили из Османског царства (негде између 1513-1524) и од јапанских пирата (после 1543), Корејанци су сазнали за њихово постојање, али као мирољубива нација, никада нису усвојили ново оружје све до јапанске инвазије на Кореју 1592. године. Увидевши на најтежи начин предност јапанских аркебуза над својим луковима и стрелама у катастрофалним првим биткама против Јапанаца (обе престонице Кореје су пале у прва три месеца рата), Корејанци су брзо прихватили мускету фитиљачу као сопствено оружје. Прве јапанске фитиљаче, заробљене од непријатеља, усвојене су у корејанску војску већ 1592. године, а домаћа производња је почела већ током рата (1592-1598). После рата Кореја је започела потпуну војну реформу, скоро потпуно одбацивши лукове и стреле и усвојивши новопроизведене мускете фитиљаче као основно пешадијско оружје.

## Карактеристике
Под утицајем јапанског оригинала, кинеске и корејске мускете биле су трзајне фитиљаче, блиске копије јапанских аркебуза, али нешто дуже, са већим кундаком (очуване корејске пушке су дугачке 104-140 цм). Кинеска и корејска мускета је био популарно позната као Птичија пушка (корејски 鳥銃), али етимологија овог имена је нејасна. Кинески извори из 16. века (Нова књига о ратној вештини) сматрали су да је ово име одраз њихове прецизности, јер се могу користити за лов на птице. Модерна интерпретација је мање ласкава, повезујући име са 'кљуцањем' ороза који је држао фитиљ.
Сачуван кинески извештај из 1597. наводи да су од 4 тада позната модела пушака фитиљача (западне, јапанске, корејске и турске) турске аркебузе, које кинески извештај назива Руми пушке далеко најбоље. После турских најбоље су европске, па јапанске, а најлошије су корејске аркебузе, за које извештај наводи да им је маханизам као код јапанских, али да их је теже опалити.

## Употреба
Птичије пушке су најпре (пре 1558) усвојене у наоружање трупа у јужној Кини, које су се бориле против јапанских пирата наоружаних аркебузама, док су трупе у северној Кини још дуго задржале своје архаичне ручне топове. Ипак, кинеска производња аркебуза до краја династије Минг остала је недовољна за потребе милионске војске, пошто су биле далеко компликованије и скупље за производњу од старих ручних топова. Уз то, због компликованог табана, лако су се квариле и сматране су непоузданим. Чи Чикуанг, ватрени присталица замене лукова и стрела аркебузама, препоручивао је да у сваком одељењу од 12 војника (један официр, 10 војника и 1 коморџија), чак осморица носе хладно оружје (два мача и штита, 4 копља и две младице бамбуса), а само двојица пушке. Оваква одељења, постројена у такозвану формацију мандаринске патке, генерал Чи је успешно користио у борби против јапанских пирата на југу (1555-1560) и Монгола на северу (1569). Иако званично усвојене у наоружање кинеске војске од 1558, аркебузе никада нису постале доминантно оружје пешадије у Кини. У бици за Пјонгјанг (1593) током имџинског рата у Кореји, у сукобу са јапанском војском масовно наоружаном аркебузама, мање од 10% Мингових војника (само 3.000 до 42.000) имало је пушке.
После 1621 компликоване и непоуздане птичје пушке замењене су јефтинијим и поузданијим турским аркебузама. Са падом династије Минг (1644), аркебузе практично нестају из наоружања кинеске војске династије Чинг све до 19. века, али су остале присутне у Кини као оружје разбојника и цивилног становништва за лов и самоодбрану.
Први прави тест за корејске мускете дошао је 1619. године, када је одред од 10.000 корејских мускетара послат да помогне Мингу у рату против Манџураца (1618-1644). Иако је битка коначно изгубљена, Корејанци су нанели тешке губитке манџурским коњаницима и задобили њихово поштовање.